# Susques (departament)
Departament Susques (hiszp. Departamento de Susques) – departament położony jest w południowej części prowincji Jujuy. Jego powierzchnia wynosi 9199 km². Stolicą departamentu jest Susques. W 2010 roku populacja departamentu wynosiła 3791. Na terenie departamentu znajduje się dwa rezerwaty przyrody. Utworzony w 1992 roku Reserva Provincial Alto Andina de la Chinchilla mający za zadaniem ochronę szynszyli, wikunii i licznych wysokogórskich ptaków np. flaminga andyjskiego. 
Drugim jest utworzony w 1981 roku Reserva Provincial de Fauna Y Flora Olaroz - Cauchari chroniący ekosystem, w którym oprócz solnisk np. Salar de Cauchari występują stada lam i wikunii.
Departament Susques a graniczy z dwoma innymi departamentami prowincji: Cochinoc i Rinconada, z którymi granica została wyznaczona wzdłuż 23 równoleżnika. Od południa i wschodu graniczy z prowincją Salta. Od zachodu z Chile. 
Przez departament przebiegają dwie główne drogi, same w sobie będące dużymi atrakcjami turystycznymi: Droga krajowa 52 (której część zwana jest Cuesta de Lipán) oraz Droga krajowa 40 (ruta nacional n.º 40 «Libertador General Don José de San Martín»). 
Departament składa się z trzech gmin (municipios): Catua (480 mieszkańców), Coranzuli (1048) i Susques (2263).
W skład departamentu wchodzą m.in. miejscowości: Susques, Jama, Coranzulí, Catua, Huancar, Pastos Chicos, Puesto Sey, Olaroz Chico, El Toro i San Juan de Quillaques.